# Liste des chapelles de l'Orne
La liste des chapelles de l'Orne présente les chapelles de culte catholique situées sur le territoire des communes du départements français de l'Orne.
Il est fait état des diverses protections dont elles peuvent bénéficier, et notamment les inscriptions et classements au titre des monuments historiques.
Toutes sont situées dans le diocèse de Séez.

## Liste
| Chapelle                                                                                       | Commune                          | Adresse | Coordonnées                        | Notice         | Protection                                                                             | Date | Illustration                                                                      |
| ---------------------------------------------------------------------------------------------- | -------------------------------- | ------- | ---------------------------------- | -------------- | -------------------------------------------------------------------------------------- | ---- | --------------------------------------------------------------------------------- |
| Chapelle Notre-Dame-de-Lorette d'Alençon                                                       | Alençon                          |         | 48° 25′ 26″ nord, 0° 05′ 22″ est   | « PA00110690 » | Inscrit MH Façades et toitures ainsi que les deux portails en hémicycle de la chapelle | 1975 | Chapelle Notre-Dame-de-Lorette d'Alençon                                          |
| Chapelle de la résidence les Pastels d'Alençon                                                 | Alençon                          |         | 48° 25′ 08″ nord, 0° 05′ 25″ est   |                |                                                                                        |      | Image manquante Téléverser                                                        |
| Chapelle de l'Hôtel-Dieu d'Alençon                                                             | Alençon                          |         | 48° 25′ 38″ nord, 0° 05′ 09″ est   |                |                                                                                        |      | Image manquante Téléverser                                                        |
| Chapelle du couvent du Carmel du Sacré-Cœur et de l’Immaculée d'Alençon                        | Alençon                          |         | 48° 25′ 40″ nord, 0° 05′ 04″ est   |                |                                                                                        |      | Image manquante Téléverser                                                        |
| Chapelle Sainte-Thérèse d'Alençon                                                              | Alençon                          |         | 48° 26′ 00″ nord, 0° 05′ 33″ est   |                |                                                                                        |      | Chapelle Sainte-Thérèse d'Alençon                                                 |
| Chapelle Sainte-Thérèse-de-l'Enfant-Jésus du groupe scolaire Saint-François-de-Sales d'Alençon | Alençon                          |         | 48° 25′ 50″ nord, 0° 05′ 55″ est   |                |                                                                                        |      | Image manquante Téléverser                                                        |
| Chapelle Saint-Joseph d'Alençon                                                                | Alençon                          |         | 48° 25′ 43″ nord, 0° 05′ 25″ est   |                |                                                                                        |      | Image manquante Téléverser                                                        |
| Chapelle Saint-Joseph du collège des Jésuites d'Alençon                                        | Alençon                          |         | 48° 25′ 52″ nord, 0° 05′ 02″ est   | « IA61001398 » |                                                                                        |      | Chapelle Saint-Joseph du collège des Jésuites d'Alençon                           |
| Chapelle Sainte-Oportune d'Almenêches                                                          | Almenêches                       |         | 48° 41′ 39″ nord, 0° 06′ 55″ est   |                |                                                                                        |      | Chapelle Sainte-Oportune d'Almenêches                                             |
| Chapelle Saint-Nicolas d'Argentan                                                              | Argentan                         |         | 48° 44′ 36″ nord, 0° 01′ 11″ ouest | « PA00110714 » | Inscrit MH                                                                             | 1925 | Chapelle Saint-Nicolas d'Argentan                                                 |
| Chapelle de l'abbaye Notre-Dame d'Argentan                                                     | Argentan                         |         | 48° 44′ 13″ nord, 0° 00′ 54″ ouest |                |                                                                                        |      | Image manquante Téléverser                                                        |
| Chapelle Notre-Dame-du-Perpétuel-Secours du couvent des Rédemptoristes d'Argentan              | Argentan                         |         | 48° 44′ 40″ nord, 0° 00′ 49″ ouest |                |                                                                                        |      | Image manquante Téléverser                                                        |
| Chapelle Saint-Roch de Saint-Roch (Orne)                                                       | Argentan                         |         | 48° 45′ 37″ nord, 0° 01′ 03″ ouest |                |                                                                                        |      | Chapelle Saint-Roch de Saint-Roch (Orne)                                          |
| Chapelle du Blanc Rocher                                                                       | Athis-Val de Rouvre              |         | 48° 48′ 48″ nord, 0° 23′ 31″ ouest |                |                                                                                        |      | Chapelle du Blanc Rocher                                                          |
| Chapelle du Sacré-Cœur d'Athis-de-l'Orne                                                       | Athis-Val de Rouvre              |         | 48° 48′ 37″ nord, 0° 29′ 55″ ouest |                |                                                                                        |      | Chapelle du Sacré-Cœur d'Athis-de-l'Orne                                          |
| Chapelle Notre-Dame de la Blocherie                                                            | Athis-Val de Rouvre              |         | 48° 46′ 11″ nord, 0° 27′ 18″ ouest |                |                                                                                        |      | Image manquante Téléverser                                                        |
| Chapelle Sainte-Barbe du Bois André                                                            | Athis-Val de Rouvre              |         | 48° 46′ 25″ nord, 0° 24′ 54″ ouest |                |                                                                                        |      | Image manquante Téléverser                                                        |
| Chapelle Saint-Joseph de Bréel                                                                 | Athis-Val de Rouvre              |         | 48° 48′ 43″ nord, 0° 23′ 29″ ouest |                |                                                                                        |      | Chapelle Saint-Joseph de Bréel                                                    |
| Chapelle du château de la Roche                                                                | Bagnoles de l'Orne Normandie     |         | 48° 33′ 12″ nord, 0° 25′ 13″ ouest |                |                                                                                        |      | Chapelle du château de la Roche                                                   |
| Chapelle du manoir de Laumondière                                                              | Bagnoles de l'Orne Normandie     |         | 48° 33′ 15″ nord, 0° 26′ 03″ ouest |                |                                                                                        |      | Image manquante Téléverser                                                        |
| Chapelle du Sacré-Cœur de Bagnoles-de-l'Orne                                                   | Bagnoles de l'Orne Normandie     |         | 48° 33′ 20″ nord, 0° 24′ 51″ ouest |                |                                                                                        |      | Image manquante Téléverser                                                        |
| Chapelle Maison-de-Marie du prieuré Saint-Ortaire du Bas Bézier                                | Bagnoles de l'Orne Normandie     |         | 48° 33′ 52″ nord, 0° 24′ 42″ ouest |                |                                                                                        |      | Image manquante Téléverser                                                        |
| Chapelle Saint-Ortaire du prieuré Saint-Ortaire du Bas Bézier                                  | Bagnoles de l'Orne Normandie     |         | 48° 33′ 53″ nord, 0° 24′ 43″ ouest |                |                                                                                        |      | Chapelle Saint-Ortaire du prieuré Saint-Ortaire du Bas Bézier                     |
| Chapelle Saint-Ortaire-et-Sainte-Radegonde du prieuré Saint-Ortaire du Bas Bézier              | Bagnoles de l'Orne Normandie     |         | 48° 33′ 53″ nord, 0° 24′ 40″ ouest |                |                                                                                        |      | Chapelle Saint-Ortaire-et-Sainte-Radegonde du prieuré Saint-Ortaire du Bas Bézier |
| Chapelle Saint-Ernier de Vieux-Bourg                                                           | Banvou                           |         | 48° 39′ 21″ nord, 0° 32′ 16″ ouest |                |                                                                                        |      | Chapelle Saint-Ernier de Vieux-Bourg                                              |
| Chapelle Saint-Clair de Saint-Clair (Orne)                                                     | Belfonds                         |         | 48° 36′ 08″ nord, 0° 06′ 38″ est   |                |                                                                                        |      | Chapelle Saint-Clair de Saint-Clair (Orne)                                        |
| Chapelle du manoir de la Forêterie                                                             | Bellou-en-Houlme                 |         | 48° 42′ 40″ nord, 0° 27′ 10″ ouest |                |                                                                                        |      | Image manquante Téléverser                                                        |
| Chapelle Saint-Santin de Bellême                                                               | Bellême                          |         | 48° 22′ 27″ nord, 0° 33′ 35″ est   | « PA00110740 » | Inscrit MH La crypte                                                                   | 1971 | Chapelle Saint-Santin de Bellême                                                  |
| Chapelle de l'hôpital de Bellême                                                               | Bellême                          |         | 48° 22′ 28″ nord, 0° 34′ 04″ est   |                |                                                                                        |      | Image manquante Téléverser                                                        |
| Chapelle Saint-Loyer de Saint-Christophe-le-Jajolet                                            | Boischampré                      |         | 48° 39′ 53″ nord, 0° 00′ 14″ est   |                |                                                                                        |      | Image manquante Téléverser                                                        |
| Chapelle Saint-Loyer de Saint-Loyer-des-Champs                                                 | Boischampré                      |         | 48° 42′ 05″ nord, 0° 01′ 09″ est   |                |                                                                                        |      | Chapelle Saint-Loyer de Saint-Loyer-des-Champs                                    |
| Chapelle Saint-Gervais de Briouze                                                              | Briouze                          |         | 48° 42′ 14″ nord, 0° 22′ 10″ ouest | « PA00110755 » | Inscrit MH                                                                             | 1975 | Chapelle Saint-Gervais de Briouze                                                 |
| Chapelle de la communauté des Sœurs de Notre-Dame de Briouze de Saint-Gervais                  | Briouze                          |         | 48° 42′ 18″ nord, 0° 22′ 11″ ouest |                |                                                                                        |      | Chapelle de la communauté des Sœurs de Notre-Dame de Briouze de Saint-Gervais     |
| Chapelle Saint-Jean de Briouze                                                                 | Briouze                          |         | à géolocaliser                     |                |                                                                                        |      | Image manquante Téléverser                                                        |
| Chapelle Notre-Dame-du-Chêne de Caligny                                                        | Caligny                          |         | 48° 48′ 56″ nord, 0° 37′ 21″ ouest |                |                                                                                        |      | Chapelle Notre-Dame-du-Chêne de Caligny                                           |
| Chapelle Sainte-Radegonde des Brosses                                                          | Ceaucé                           |         | 48° 27′ 35″ nord, 0° 37′ 23″ ouest |                |                                                                                        |      | Image manquante Téléverser                                                        |
| Chapelle Notre-Dame-des-Victoires de Champcerie                                                | Champcerie                       |         | 48° 48′ 07″ nord, 0° 13′ 17″ ouest |                |                                                                                        |      | Chapelle Notre-Dame-des-Victoires de Champcerie                                   |
| Chapelle du château de Champosoult                                                             | Champosoult                      |         | 48° 52′ 09″ nord, 0° 10′ 30″ est   |                |                                                                                        |      | Image manquante Téléverser                                                        |
| Chapelle de la Pesnière                                                                        | Champsecret                      |         | 48° 37′ 20″ nord, 0° 31′ 43″ ouest |                |                                                                                        |      | Chapelle de la Pesnière                                                           |
| Chapelle de l'oratoire                                                                         | Champsecret                      |         | 48° 36′ 57″ nord, 0° 33′ 25″ ouest |                |                                                                                        |      | Image manquante Téléverser                                                        |
| Chapelle Notre-Dame-de-la-Pitié du Cerisier                                                    | Champsecret                      |         | 48° 36′ 47″ nord, 0° 35′ 33″ ouest |                |                                                                                        |      | Chapelle Notre-Dame-de-la-Pitié du Cerisier                                       |
| Chapelle Notre-Dame-du-Bon-Secours de la Fourère                                               | Champsecret                      |         | 48° 37′ 13″ nord, 0° 33′ 03″ ouest |                |                                                                                        |      | Image manquante Téléverser                                                        |
| Chapelle Saint-Éloi de Varenne                                                                 | Champsecret                      |         | 48° 37′ 45″ nord, 0° 35′ 44″ ouest |                |                                                                                        |      | Image manquante Téléverser                                                        |
| Chapelle de Manoir de la Vove                                                                  | Corbon                           |         | 48° 27′ 16″ nord, 0° 39′ 10″ est   |                |                                                                                        |      | Chapelle de Manoir de la Vove                                                     |
| Chapelle Sainte-Marguerite de Coulimer                                                         | Coulimer                         |         | 48° 28′ 47″ nord, 0° 27′ 39″ est   |                |                                                                                        |      | Image manquante Téléverser                                                        |
| Chapelle du cimetière du Vieux Courtomer                                                       | Courtomer                        |         | 48° 38′ 09″ nord, 0° 20′ 47″ est   |                |                                                                                        |      | Chapelle du cimetière du Vieux Courtomer                                          |
| Chapelle Saint-Jacques de Bois d'Écuenne                                                       | Courtomer                        |         | 48° 36′ 47″ nord, 0° 21′ 50″ est   |                |                                                                                        |      | Chapelle Saint-Jacques de Bois d'Écuenne                                          |
| Chapelle Saint-Michel du prieuré Saint-Michel des Fondis                                       | Crouttes                         |         | 48° 55′ 32″ nord, 0° 07′ 40″ est   |                |                                                                                        |      | Chapelle Saint-Michel du prieuré Saint-Michel des Fondis                          |
| Chapelle de l'Enfant-Jésus de Prague de la Rimblière                                           | Damigny                          |         | 48° 27′ 08″ nord, 0° 03′ 59″ est   |                |                                                                                        |      | Image manquante Téléverser                                                        |
| Chapelle de la Chaslerie                                                                       | Domfront en Poiraie              |         | 48° 37′ 01″ nord, 0° 40′ 57″ ouest |                |                                                                                        |      | Chapelle de la Chaslerie                                                          |
| Chapelle Saint-Symphorien du château de Domfront                                               | Domfront en Poiraie              |         | 48° 35′ 41″ nord, 0° 39′ 08″ ouest |                |                                                                                        |      | Image manquante Téléverser                                                        |
| Chapelle du pensionnat du Sacré-Cœur de Domfront                                               | Domfront en Poiraie              |         | à géolocaliser                     |                |                                                                                        |      | Chapelle du pensionnat du Sacré-Cœur de Domfront                                  |
| Chapelle des ducs d'Alençon                                                                    | Essay                            |         | 48° 32′ 36″ nord, 0° 14′ 48″ est   | « PA00110801 » | Inscrit MH Façades et toitures de la chapelle et motte féodale                         | 1975 | Chapelle des ducs d'Alençon                                                       |
| Chapelle du souvenir de Flers                                                                  | Flers                            |         | 48° 44′ 51″ nord, 0° 33′ 38″ ouest | « PA61000042 » | Classé MH                                                                              | 2006 | Chapelle du souvenir de Flers                                                     |
| Chapelle de l'orphelinat pour jeunes filles de Flers                                           | Flers                            |         | à géolocaliser                     |                |                                                                                        |      | Image manquante Téléverser                                                        |
| Chapelle Saint-Jean-Eudes de Flers                                                             | Flers                            |         | à géolocaliser                     |                |                                                                                        |      | Image manquante Téléverser                                                        |
| Chapelle de la communauté Sainte-Marie de Gacé                                                 | Gacé                             |         | 48° 47′ 55″ nord, 0° 17′ 55″ est   |                |                                                                                        |      | Image manquante Téléverser                                                        |
| Chapelle du lycée agricole et professionnel Giel-Don Bosco de l'Orphelinat                     | Giel-Courteilles                 |         | 48° 45′ 24″ nord, 0° 11′ 48″ ouest |                |                                                                                        |      | Chapelle du lycée agricole et professionnel Giel-Don Bosco de l'Orphelinat        |
| Chapelle Notre-Dame de la Coquenne                                                             | Godisson                         |         | 48° 40′ 28″ nord, 0° 15′ 18″ est   |                |                                                                                        |      | Chapelle Notre-Dame de la Coquenne                                                |
| Chapelle de Silly-en-Gouffern                                                                  | Gouffern en Auge                 |         | 48° 45′ 24″ nord, 0° 04′ 06″ est   |                |                                                                                        |      | Image manquante Téléverser                                                        |
| Chapelle Saint-Godegrand-et-Sainte-Opportune d'Exmes                                           | Gouffern en Auge                 |         | 48° 45′ 45″ nord, 0° 10′ 42″ est   |                |                                                                                        |      | Chapelle Saint-Godegrand-et-Sainte-Opportune d'Exmes                              |
| Chapelle Saint-Malo de Belhôtel                                                                | Gouffern en Auge                 |         | 48° 50′ 52″ nord, 0° 11′ 18″ est   |                |                                                                                        |      | Chapelle Saint-Malo de Belhôtel                                                   |
| Chapelle Notre-Dame-de-la-Miséricorde de Guerquesalles                                         | Guerquesalles                    |         | 48° 54′ 31″ nord, 0° 12′ 21″ est   |                |                                                                                        |      | Image manquante Téléverser                                                        |
| Chapelle Notre-Dame-de-Pitié du manoir de Bray                                                 | Igé                              |         | 48° 18′ 26″ nord, 0° 28′ 45″ est   |                |                                                                                        |      | Image manquante Téléverser                                                        |
| Chapelle Notre-Dame-de-Liesse de la Raitière                                                   | Joué-du-Bois                     |         | 48° 36′ 29″ nord, 0° 13′ 31″ ouest |                |                                                                                        |      | Image manquante Téléverser                                                        |
| Chapelle Notre-Dame d'Étrigé                                                                   | Juvigny Val d'Andaine            |         | 48° 30′ 20″ nord, 0° 31′ 28″ ouest | « PA61000010 » | Inscrit MH                                                                             | 1997 | Chapelle Notre-Dame d'Étrigé                                                      |
| Chapelle Sainte-Geneviève de Juvigny Val d'Andaine                                             | Juvigny Val d'Andaine            |         | 48° 34′ 22″ nord, 0° 30′ 42″ ouest |                |                                                                                        |      | Image manquante Téléverser                                                        |
| Chapelle Saint-Joseph de Sept-Forges                                                           | Juvigny Val d'Andaine            |         | 48° 29′ 33″ nord, 0° 32′ 35″ ouest |                |                                                                                        |      | Chapelle Saint-Joseph de Sept-Forges                                              |
| Chapelle du prieuré Saint-Thibault de Juvigny-sur-Orne                                         | Juvigny-sur-Orne                 |         | 48° 43′ 45″ nord, 0° 01′ 25″ est   |                |                                                                                        |      | Chapelle du prieuré Saint-Thibault de Juvigny-sur-Orne                            |
| Chapelle de l'école Saint-Jean de L'Aigle                                                      | L'Aigle                          |         | 48° 45′ 47″ nord, 0° 37′ 52″ est   |                |                                                                                        |      | Image manquante Téléverser                                                        |
| Chapelle Notre-Dame de Brotz                                                                   | L'Hôme-Chamondot                 |         | 48° 35′ 37″ nord, 0° 45′ 43″ est   |                |                                                                                        |      | Image manquante Téléverser                                                        |
| Chapelle Deguernelle des Buttes                                                                | La Coulonche                     |         | 48° 39′ 05″ nord, 0° 29′ 20″ ouest |                |                                                                                        |      | Image manquante Téléverser                                                        |
| Chapelle Sainte-Anne de Sainte-Anne (Orne)                                                     | La Ferrière-aux-Étangs           |         | 48° 40′ 02″ nord, 0° 31′ 35″ ouest |                |                                                                                        |      | Image manquante Téléverser                                                        |
| Chapelle Saint-Joseph de La Ferté Macé                                                         | La Ferté Macé                    |         | 48° 35′ 28″ nord, 0° 21′ 43″ ouest |                |                                                                                        |      | Image manquante Téléverser                                                        |
| Chapelle Notre-Dame de Chesnay de Heugon                                                       | La Ferté-en-Ouche                |         | 48° 52′ 02″ nord, 0° 24′ 52″ est   |                |                                                                                        |      | Chapelle Notre-Dame de Chesnay de Heugon                                          |
| Chapelle Notre-Dame de Ternant                                                                 | La Ferté-en-Ouche                |         | 48° 52′ 48″ nord, 0° 26′ 13″ est   |                |                                                                                        |      | Chapelle Notre-Dame de Ternant                                                    |
| Chapelle Notre-Dame du Vallet du Vallet                                                        | La Ferté-en-Ouche                |         | 48° 53′ 45″ nord, 0° 22′ 36″ est   |                |                                                                                        |      | Chapelle Notre-Dame du Vallet du Vallet                                           |
| Chapelle Saint-Michel de Goult                                                                 | La Lande-de-Goult                |         | 48° 36′ 12″ nord, 0° 03′ 50″ ouest |                |                                                                                        |      | Chapelle Saint-Michel de Goult                                                    |
| Chapelle Notre-Dame-des-Champs de La Lande-de-Goult                                            | La Lande-de-Goult                |         | 48° 35′ 22″ nord, 0° 02′ 45″ ouest |                |                                                                                        |      | Chapelle Notre-Dame-des-Champs de La Lande-de-Goult                               |
| Chapelle Saint-Pierre du prieuré de Goult                                                      | La Lande-de-Goult                |         | 48° 36′ 20″ nord, 0° 03′ 51″ ouest |                |                                                                                        |      | Image manquante Téléverser                                                        |
| Chapelle Saint-Louis des Communes                                                              | Lalacelle                        |         | 48° 29′ 08″ nord, 0° 08′ 31″ ouest |                |                                                                                        |      | Image manquante Téléverser                                                        |
| Chapelle Notre-Dame-de-la-Roche du Logis                                                       | Le Châtellier                    |         | 48° 41′ 17″ nord, 0° 33′ 54″ ouest |                |                                                                                        |      | Image manquante Téléverser                                                        |
| Chapelle Saint-Blaise du Ménil-Bérard                                                          | Le Ménil-Bérard                  |         | 48° 42′ 04″ nord, 0° 31′ 02″ est   |                |                                                                                        |      | Image manquante Téléverser                                                        |
| Chapelle Notre-Dame-de-Lourdes de Longuenoë                                                    | Le Ménil-de-Briouze              |         | 48° 39′ 47″ nord, 0° 23′ 08″ ouest |                |                                                                                        |      | Chapelle Notre-Dame-de-Lourdes de Longuenoë                                       |
| Chapelle Notre-Dame des Friches                                                                | Les Monts d'Andaine              |         | 48° 37′ 08″ nord, 0° 27′ 14″ ouest |                |                                                                                        |      | Image manquante Téléverser                                                        |
| Chapelle Notre-Dame-de-Pitié de Longny-au-Perche                                               | Longny les Villages              |         | 48° 31′ 47″ nord, 0° 44′ 58″ est   | « PA00110837 » | Classé MH                                                                              | 1909 | Chapelle Notre-Dame-de-Pitié de Longny-au-Perche                                  |
| Chapelle de la Magdeleine                                                                      | Longny les Villages              |         | 48° 30′ 14″ nord, 0° 41′ 08″ est   |                |                                                                                        |      | Image manquante Téléverser                                                        |
| Chapelle du château de Persay de Moulicent                                                     | Longny les Villages              |         | 48° 34′ 13″ nord, 0° 46′ 42″ est   |                |                                                                                        |      | Image manquante Téléverser                                                        |
| Chapelle Notre-Dame-de-Lourdes de Louvières-en-Auge                                            | Louvières-en-Auge                |         | 48° 51′ 43″ nord, 0° 01′ 30″ est   |                |                                                                                        |      | Image manquante Téléverser                                                        |
| Chapelle Saint-Antoine de Magny-le-Désert                                                      | Magny-le-Désert                  |         | 48° 31′ 55″ nord, 0° 19′ 41″ ouest |                |                                                                                        |      | Chapelle Saint-Antoine de Magny-le-Désert                                         |
| Chapelle de Rubesnard                                                                          | Mantilly                         |         | 48° 31′ 41″ nord, 0° 49′ 29″ ouest |                |                                                                                        |      | Chapelle de Rubesnard                                                             |
| Chapelle Notre-Dame-de-la-Salette de Moncy                                                     | Moncy                            |         | 48° 49′ 32″ nord, 0° 41′ 12″ ouest |                |                                                                                        |      | Chapelle Notre-Dame-de-la-Salette de Moncy                                        |
| Chapelle Notre-Dame-de-Liesse de Vieux Bourg                                                   | Montmerrei                       |         | 48° 38′ 58″ nord, 0° 01′ 43″ est   |                |                                                                                        |      | Chapelle Notre-Dame-de-Liesse de Vieux Bourg                                      |
| Chapelle Saint-Hermeland de Montreuil-au-Houlme                                                | Montreuil-au-Houlme              |         | 48° 40′ 25″ nord, 0° 15′ 27″ ouest |                |                                                                                        |      | Chapelle Saint-Hermeland de Montreuil-au-Houlme                                   |
| Chapelle Notre-Dame-des-Épinettes de la Cornière                                               | Montsecret-Clairefougère         |         | 48° 47′ 43″ nord, 0° 41′ 20″ ouest |                |                                                                                        |      | Image manquante Téléverser                                                        |
| Chapelle Sainte-Radegonde de Clairefougère                                                     | Montsecret-Clairefougère         |         | 48° 48′ 35″ nord, 0° 41′ 36″ ouest |                |                                                                                        |      | Image manquante Téléverser                                                        |
| Chapelle de Notre-Dame-de-la-Salette de Montsecret                                             | Montsecret-Clairefougère         |         | 48° 48′ 05″ nord, 0° 40′ 25″ ouest |                |                                                                                        |      | Chapelle de Notre-Dame-de-la-Salette de Montsecret                                |
| Chapelle du couvent des clarisses de Saint-François de Mortagne-au-Perche                      | Mortagne-au-Perche               |         | 48° 31′ 25″ nord, 0° 33′ 02″ est   |                |                                                                                        |      | Chapelle du couvent des clarisses de Saint-François de Mortagne-au-Perche         |
| Chapelle du lycée Bignon de Mortagne-au-Perche                                                 | Mortagne-au-Perche               |         | 48° 31′ 19″ nord, 0° 32′ 38″ est   |                |                                                                                        |      | Chapelle du lycée Bignon de Mortagne-au-Perche                                    |
| Chapelle du pensionnat de la Providence de Mortagne-au-Perche                                  | Mortagne-au-Perche               |         | 48° 31′ 22″ nord, 0° 32′ 43″ est   |                |                                                                                        |      | Image manquante Téléverser                                                        |
| Chapelle du cimetière de Médavy                                                                | Médavy                           |         | 48° 40′ 42″ nord, 0° 05′ 35″ est   |                |                                                                                        |      | Image manquante Téléverser                                                        |
| Chapelle Notre-Dame du prieuré du Repos                                                        | Médavy                           |         | 48° 40′ 15″ nord, 0° 04′ 21″ est   |                |                                                                                        |      | Image manquante Téléverser                                                        |
| Chapelle Saint-Jean-Baptiste de Médavy                                                         | Médavy                           |         | 48° 40′ 43″ nord, 0° 05′ 49″ est   |                |                                                                                        |      | Image manquante Téléverser                                                        |
| Chapelle Sainte-Avoie de Méhoudin                                                              | Méhoudin                         |         | 48° 30′ 10″ nord, 0° 23′ 07″ ouest |                |                                                                                        |      | Image manquante Téléverser                                                        |
| Chapelle Notre-Dame-des-Champs de Fresnay-le-Buffard                                           | Neuvy-au-Houlme                  |         | 48° 48′ 26″ nord, 0° 10′ 11″ ouest |                |                                                                                        |      | Image manquante Téléverser                                                        |
| Chapelle Saint-Clair de Neuvy-au-Houlme                                                        | Neuvy-au-Houlme                  |         | 48° 48′ 59″ nord, 0° 11′ 58″ ouest |                |                                                                                        |      | Chapelle Saint-Clair de Neuvy-au-Houlme                                           |
| Chapelle Saint-Jacques-le-Mineur du château de Nonant-le-Pin                                   | Nonant-le-Pin                    |         | 48° 42′ 22″ nord, 0° 12′ 56″ est   |                |                                                                                        |      | Image manquante Téléverser                                                        |
| Chapelle du château de Chèreperrine                                                            | Origny-le-Roux                   |         | 48° 20′ 11″ nord, 0° 25′ 00″ est   |                |                                                                                        |      | Chapelle du château de Chèreperrine                                               |
| Chapelle Notre-Dame-de-l'oratoire de l'oratoire                                                | Passais Villages                 |         | 48° 31′ 07″ nord, 0° 46′ 04″ ouest |                |                                                                                        |      | Chapelle Notre-Dame-de-l'oratoire de l'oratoire                                   |
| Nouvelle chapelle Notre-Dame-de-l'Oratoire de Passais Villages                                 | Passais Villages                 |         | 48° 31′ 07″ nord, 0° 46′ 01″ ouest |                |                                                                                        |      | Nouvelle chapelle Notre-Dame-de-l'Oratoire de Passais Villages                    |
| Chapelle Saint-Georges de Manoir de Vauvineux                                                  | Pervenchères                     |         | 48° 26′ 33″ nord, 0° 24′ 56″ est   |                |                                                                                        |      | Chapelle Saint-Georges de Manoir de Vauvineux                                     |
| Chapelle Notre-Dame de Méguillaume                                                             | Putanges-le-Lac                  |         | 48° 46′ 21″ nord, 0° 19′ 45″ ouest | « PA61000063 » | Inscrit MH                                                                             | 2021 | Chapelle Notre-Dame de Méguillaume                                                |
| Chapelle Notre-Dame-de-la-Salette de la Salette                                                | Putanges-le-Lac                  |         | 48° 47′ 32″ nord, 0° 22′ 00″ ouest |                |                                                                                        |      | Chapelle Notre-Dame-de-la-Salette de la Salette                                   |
| Chapelle Notre-Dame-de-Pitié de Ménil-Jean                                                     | Putanges-le-Lac                  |         | 48° 44′ 22″ nord, 0° 12′ 37″ ouest |                |                                                                                        |      | Chapelle Notre-Dame-de-Pitié de Ménil-Jean                                        |
| Chapelle Sainte-Geneviève de Putanges                                                          | Putanges-le-Lac                  |         | 48° 45′ 45″ nord, 0° 15′ 45″ ouest |                |                                                                                        |      | Chapelle Sainte-Geneviève de Putanges                                             |
| Chapelle Saint-Malo de Saint-Malô                                                              | Putanges-le-Lac                  |         | 48° 44′ 04″ nord, 0° 14′ 26″ ouest |                |                                                                                        |      | Chapelle Saint-Malo de Saint-Malô                                                 |
| Chapelle Saint-Pierre du Vieux Putanges                                                        | Putanges-le-Lac                  |         | 48° 45′ 45″ nord, 0° 15′ 45″ ouest |                |                                                                                        |      | Chapelle Saint-Pierre du Vieux Putanges                                           |
| Chapelle Saint-Roch de Sainte-Croix-sur-Orne                                                   | Putanges-le-Lac                  |         | 48° 46′ 38″ nord, 0° 17′ 25″ ouest |                |                                                                                        |      | Chapelle Saint-Roch de Sainte-Croix-sur-Orne                                      |
| Chapelle du cimetière de La Chapelle d'Andaine                                                 | Rives d'Andaine                  |         | 48° 32′ 02″ nord, 0° 28′ 33″ ouest |                |                                                                                        |      | Chapelle du cimetière de La Chapelle d'Andaine                                    |
| Chapelle de La Chapelle-d'Andaine                                                              | Rives d'Andaine                  |         | 48° 32′ 07″ nord, 0° 28′ 29″ ouest |                |                                                                                        |      | Image manquante Téléverser                                                        |
| Chapelle du cimetière de Lignou                                                                | Rives d'Andaine                  |         | à géolocaliser                     |                |                                                                                        |      | Image manquante Téléverser                                                        |
| Chapelle des Fourmis de la chapelle d'Andaine - Zone Artisanale des Fourmis                    | Rives d'Andaine                  |         | 48° 31′ 49″ nord, 0° 28′ 23″ ouest |                |                                                                                        |      | Image manquante Téléverser                                                        |
| Chapelle Notre-Dame de Lignou                                                                  | Rives d'Andaine                  |         | 48° 31′ 25″ nord, 0° 24′ 13″ ouest |                |                                                                                        |      | Chapelle Notre-Dame de Lignou                                                     |
| Chapelle funéraire des Berghes                                                                 | Rânes                            |         | 48° 38′ 40″ nord, 0° 12′ 38″ ouest | « PA61000060 » | Inscrit MH                                                                             | 2010 | Chapelle funéraire des Berghes                                                    |
| Chapelle de Rivray                                                                             | Sablons sur Huisne               |         | 48° 23′ 46″ nord, 0° 52′ 10″ est   | « PA00110780 » | Inscrit MH                                                                             | 1975 | Chapelle de Rivray                                                                |
| Chapelle Notre-Dame-des-Sept-Douleurs de la Chaussée                                           | Sablons sur Huisne               |         | 48° 24′ 01″ nord, 0° 50′ 49″ est   |                |                                                                                        |      | Image manquante Téléverser                                                        |
| Chapelle Notre-Dame de Saint-André-de-Briouze                                                  | Saint-André-de-Briouze           |         | 48° 43′ 48″ nord, 0° 19′ 47″ ouest |                |                                                                                        |      | Chapelle Notre-Dame de Saint-André-de-Briouze                                     |
| Chapelle du Parc                                                                               | Saint-Brice-sous-Rânes           |         | 48° 40′ 42″ nord, 0° 11′ 39″ ouest |                |                                                                                        |      | Image manquante Téléverser                                                        |
| Chapelle Saint-François-Xavier du manoir de la Bérardière                                      | Saint-Bômer-les-Forges           |         | à géolocaliser                     |                |                                                                                        |      | Chapelle Saint-François-Xavier du manoir de la Bérardière                         |
| Chapelle Notre-Dame de Clémencé                                                                | Saint-Cyr-la-Rosière             |         | 48° 19′ 28″ nord, 0° 38′ 29″ est   | « PA00110914 » | Inscrit MH                                                                             | 1977 | Chapelle Notre-Dame de Clémencé                                                   |
| Chapelle de Saint-Céneri                                                                       | Saint-Céneri-le-Gérei            |         | 48° 22′ 33″ nord, 0° 03′ 01″ ouest | « PA00110909 » | Inscrit MH                                                                             | 1926 | Chapelle de Saint-Céneri                                                          |
| Chapelle de Saint-Ellier-les-Bois                                                              | Saint-Ellier-les-Bois            |         | 48° 31′ 21″ nord, 0° 05′ 41″ ouest |                |                                                                                        |      | Chapelle de Saint-Ellier-les-Bois                                                 |
| Chapelle Saint-Hubert de Saint-Hubert (Orne)                                                   | Saint-Evroult-Notre-Dame-du-Bois |         | 48° 46′ 00″ nord, 0° 26′ 02″ est   |                |                                                                                        |      | Image manquante Téléverser                                                        |
| Chapelle Saint-Barthélemy de Saint-Barthélemy (Orne)                                           | Saint-Germain-du-Corbéis         |         | 48° 24′ 35″ nord, 0° 02′ 50″ est   |                |                                                                                        |      | Chapelle Saint-Barthélemy de Saint-Barthélemy (Orne)                              |
| Chapelle Saint-Pierre de Saint-Pierre-de-Sommaire                                              | Saint-Nicolas-de-Sommaire        |         | 48° 49′ 04″ nord, 0° 37′ 28″ est   | « PA00110933 » | Classé MH                                                                              | 1906 | Chapelle Saint-Pierre de Saint-Pierre-de-Sommaire                                 |
| Chapelle Notre-Dame de Grace de Saint-Pierre-du-Regard                                         | Saint-Pierre-du-Regard           |         | 48° 50′ 13″ nord, 0° 33′ 18″ ouest |                |                                                                                        |      | Image manquante Téléverser                                                        |
| Chapelle Guitton de l'Hôtel Guiton                                                             | Saint-Roch-sur-Égrenne           |         | 48° 34′ 56″ nord, 0° 45′ 41″ ouest |                |                                                                                        |      | Chapelle Guitton de l'Hôtel Guiton                                                |
| Chapelle Notre-Dame de la Place                                                                | Saint-Sulpice-sur-Risle          |         | 48° 46′ 46″ nord, 0° 37′ 30″ est   |                |                                                                                        |      | Image manquante Téléverser                                                        |
| Chapelle Saint-Marcel de Sainte-Céronne-lès-Mortagne                                           | Sainte-Céronne-lès-Mortagne      |         | 48° 34′ 23″ nord, 0° 32′ 06″ est   |                |                                                                                        |      | Chapelle Saint-Marcel de Sainte-Céronne-lès-Mortagne                              |
| Chapelle de la communauté Sainte-Marie de Sap-en-Auge                                          | Sap-en-Auge                      |         | 48° 53′ 28″ nord, 0° 20′ 11″ est   |                |                                                                                        |      | Image manquante Téléverser                                                        |
| Chapelle Saint-Marc de Grogny                                                                  | Sarceaux                         |         | 48° 42′ 17″ nord, 0° 00′ 50″ ouest |                |                                                                                        |      | Chapelle Saint-Marc de Grogny                                                     |
| Chapelle canoniale de Sées                                                                     | Sées                             |         | 48° 36′ 21″ nord, 0° 10′ 21″ est   | « PA00110944 » | Classé MH Les façades et les toitures                                                  | 1939 | Chapelle canoniale de Sées                                                        |
| Chapelle de la communauté des Sœurs de la Sainte-Famille de Sées                               | Sées                             |         | 48° 36′ 30″ nord, 0° 10′ 15″ est   |                |                                                                                        |      | Image manquante Téléverser                                                        |
| Chapelle de la congrégation des Sœurs de la Providence de Sées                                 | Sées                             |         | 48° 36′ 29″ nord, 0° 10′ 22″ est   |                |                                                                                        |      | Image manquante Téléverser                                                        |
| Chapelle de l'Hôtel-Dieu de Sées                                                               | Sées                             |         | 48° 36′ 07″ nord, 0° 10′ 22″ est   |                |                                                                                        |      | Image manquante Téléverser                                                        |
| Chapelle du couvent des Sœurs de la Miséricorde de Sées                                        | Sées                             |         | 48° 36′ 19″ nord, 0° 10′ 44″ est   |                |                                                                                        |      | Image manquante Téléverser                                                        |
| Chapelle du grand Séminaire de Sées                                                            | Sées                             |         | 48° 36′ 25″ nord, 0° 10′ 54″ est   |                |                                                                                        |      | Image manquante Téléverser                                                        |
| Chapelle Saint-Joseph de Sées                                                                  | Sées                             |         | 48° 36′ 31″ nord, 0° 10′ 11″ est   |                |                                                                                        |      | Image manquante Téléverser                                                        |
| Chapelle de l'Adoration de Sées                                                                | Sées                             |         | 48° 36′ 23″ nord, 0° 10′ 09″ est   |                |                                                                                        |      | Image manquante Téléverser                                                        |
| Chapelle du prieuré de Ticheville                                                              | Ticheville                       |         | 48° 54′ 29″ nord, 0° 15′ 50″ est   |                |                                                                                        |      | Chapelle du prieuré de Ticheville                                                 |
| Chapelle Saint-Rémi de Tinchebray                                                              | Tinchebray-Bocage                |         | 48° 45′ 51″ nord, 0° 43′ 48″ ouest | « PA00110956 » | Classé MH                                                                              | 1944 | Chapelle Saint-Rémi de Tinchebray                                                 |
| Chapelle Notre-Dame-de-Lourdes de l'Espérance                                                  | Torchamp                         |         | 48° 32′ 37″ nord, 0° 41′ 37″ ouest |                |                                                                                        |      | Image manquante Téléverser                                                        |
| Chapelle de l'hospice de Trun                                                                  | Trun                             |         | 48° 50′ 39″ nord, 0° 01′ 52″ est   |                |                                                                                        |      | Chapelle de l'hospice de Trun                                                     |
| Chapelle Notre-Dame-des-Victoires de Trun                                                      | Trun                             |         | 48° 50′ 58″ nord, 0° 02′ 39″ est   |                |                                                                                        |      | Image manquante Téléverser                                                        |
| Chapelle de Tertu de la ferme de Laissard                                                      | Villedieu-lès-Bailleul           |         | 48° 47′ 27″ nord, 0° 00′ 56″ est   |                |                                                                                        |      | Chapelle de Tertu de la ferme de Laissard                                         |
| Chapelle de la congrégation de l'Éducation Chrétienne d'Échauffour                             | Échauffour                       |         | 48° 44′ 24″ nord, 0° 23′ 11″ est   |                |                                                                                        |      | Image manquante Téléverser                                                        |
| Chapelle Sainte-Barbe de Treize Saints                                                         | Écouché-les-Vallées              |         | 48° 42′ 59″ nord, 0° 10′ 16″ ouest |                |                                                                                        |      | Image manquante Téléverser                                                        |
| Chapelle Saint-Nicolas d'Écouché-les-Vallées                                                   | Écouché-les-Vallées              |         | 48° 42′ 48″ nord, 0° 07′ 23″ ouest |                |                                                                                        |      | Image manquante Téléverser                                                        |
| Chapelle Saint-Roch de Mesnil Glaise                                                           | Écouché-les-Vallées              |         | 48° 44′ 30″ nord, 0° 10′ 31″ ouest |                |                                                                                        |      | Chapelle Saint-Roch de Mesnil Glaise                                              |
| Chapelle Notre-Dame-du-Bon-Secours d'Écouves                                                   | Écouves                          |         | 48° 29′ 52″ nord, 0° 07′ 05″ est   |                |                                                                                        |      | Image manquante Téléverser                                                        |